# St. Johannes (Reiser)

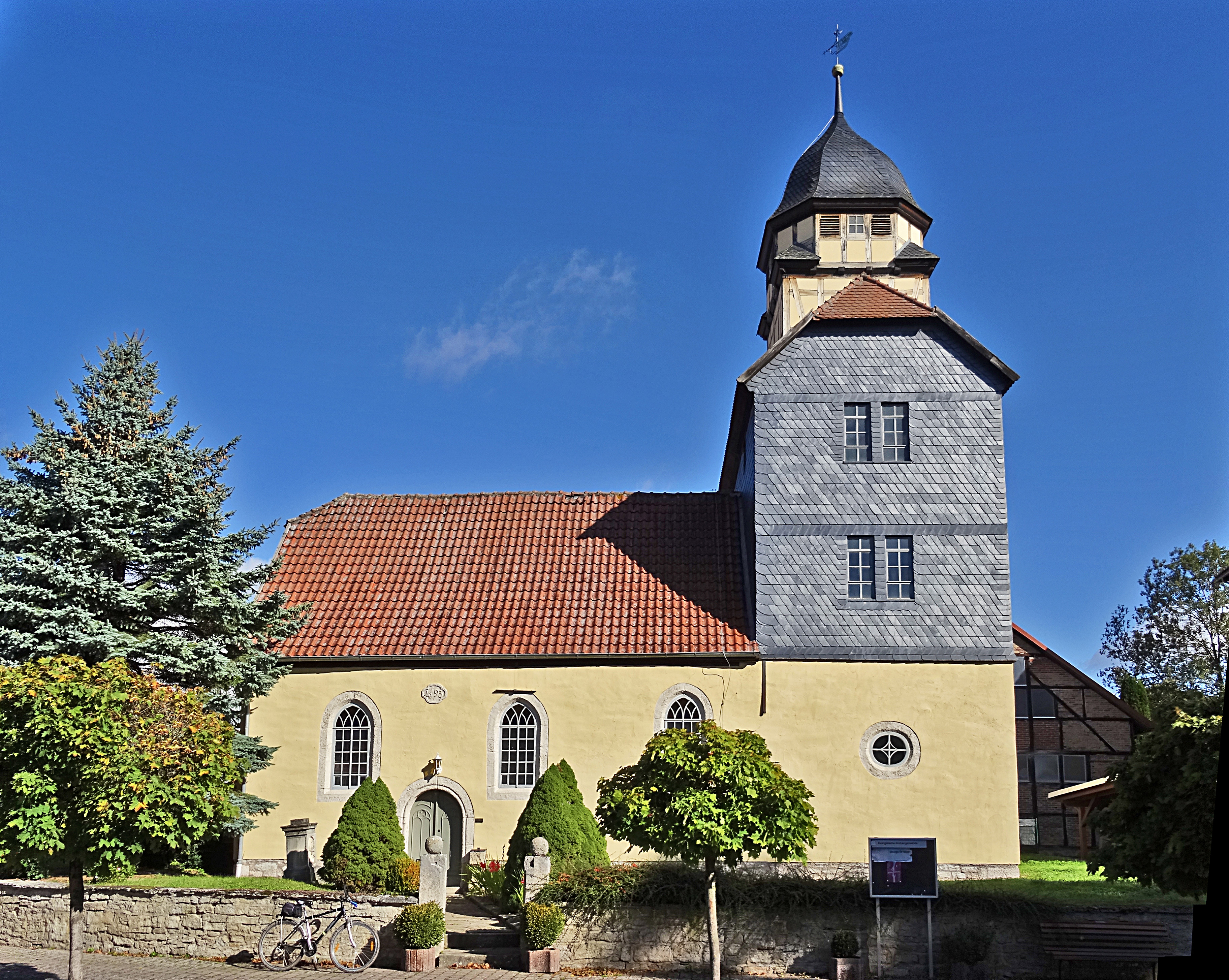
St. Johannes

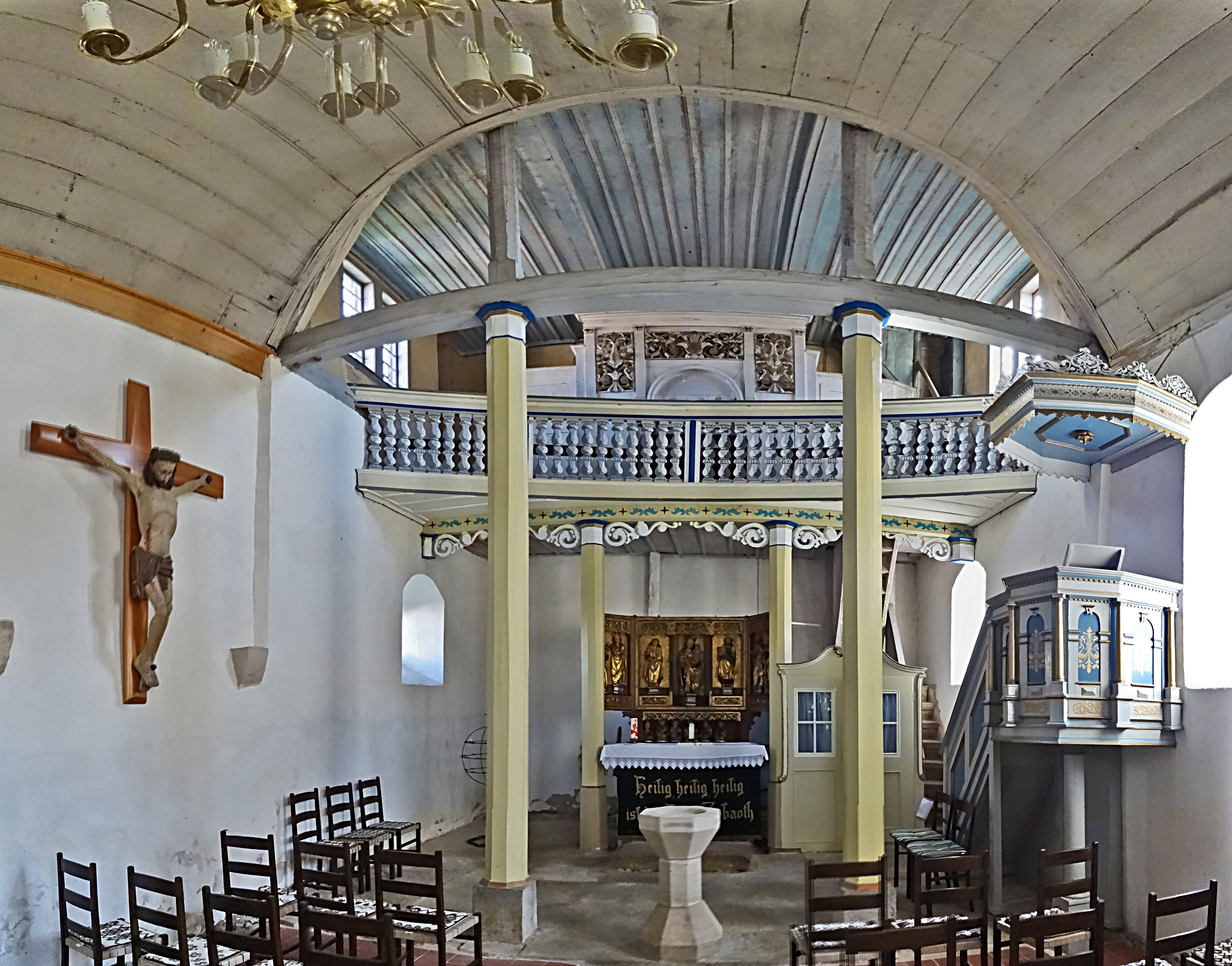
Innenansicht

Die evangelisch-lutherische, denkmalgeschützte Kirche St. Johannes steht in Reiser, einem Ortsteil der Gemeinde Unstruttal im thüringischen Unstrut-Hainich-Kreis. Die Kirche gehört zur Kirchengemeinde Ammern im Pfarrbereich Ammern im Kirchenkreis Mühlhausen der Evangelischen Kirche in Mitteldeutschland.

## Beschreibung
Die kleine Saalkirche wurde 1693 anstelle eines mittelalterlichen Vorgängerbaus errichtet. Das Langhaus ist mit einem Krüppelwalmdach bedeckt. An den Längsseiten sind spitzbogige Fenster. Über dem Joch des Chors befindet sich der querrechteckige Chorturm. Aus seinem schiefergedeckten Krüppelwalmdach erhebt sich ein quadratischer Aufsatz aus Fachwerk, der in einen achtseitigen übergeht, auf dem eine schiefergedeckte Haube sitzt, entstanden 1913/1914. 
Das Kirchenschiff wurde mit einem hölzernen Tonnengewölbe überspannt, das auf nachträglich eingebrachten hölzernen Ständern ruht. Der Altarraum ist dagegen flach gedeckt. Von den Emporen ist nur noch die Orgelempore im Osten erhalten, die ehemaligen Seitenemporen wurden 1965 abgebrochen. 

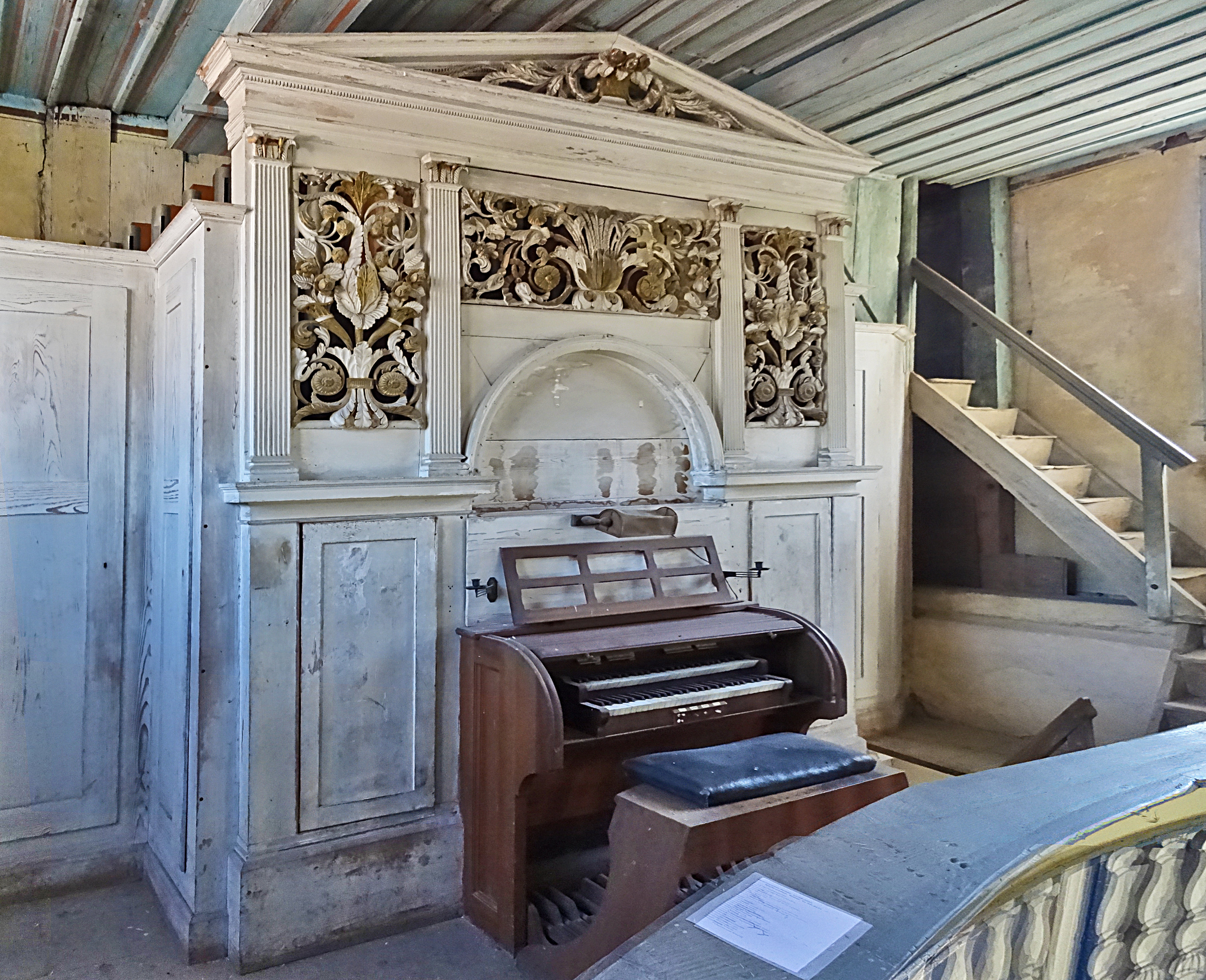
Orgel

Zur Kirchenausstattung gehört ein um 1700 entstandenes Taufbecken. Die Orgel mit 11 Registern, verteilt auf 2 Manuale und Pedal, wurde 1913 von Adolf Hammer gebaut.
Die Kirche wurde 1872 und 1913/14 außen und 1964/65 innen renoviert.